# Krycka

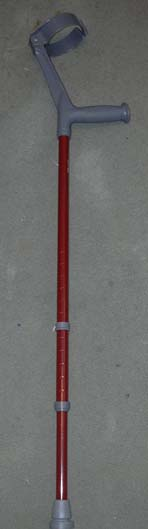
Lofstrandkrycka

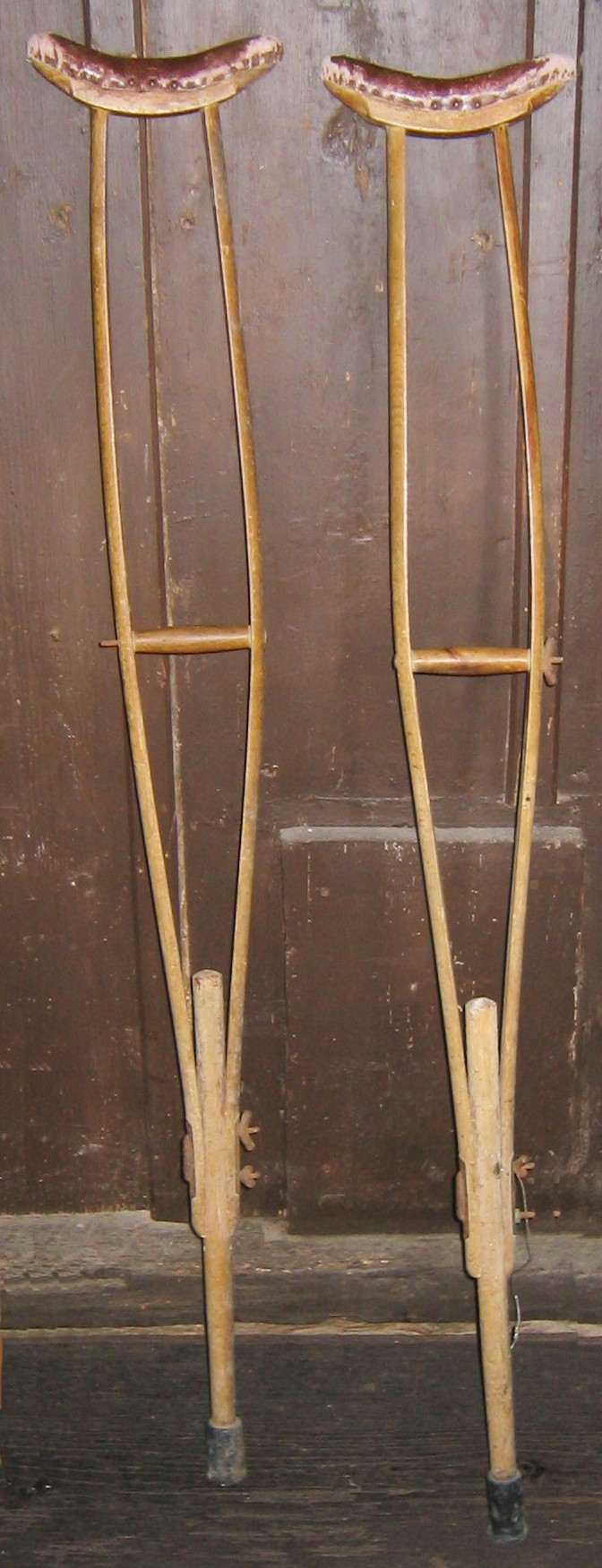
Kryckor av trä

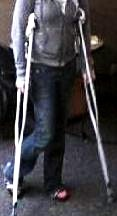
Kryckor av aluminium

Krycka är en form av käpp med ett stöd för armen. Kryckan används som stöd. Kryckor kan användas för att kunna ta sig fram när ett eller båda benen inte fungerar normalt. Kryckan är en form av hög käpp där ovandelen fästs under armhålan och som sedan med stöd av armen och handen kan manövreras som ett extra ben och avlasta trycket och behovet av benet.
Ordet "krycka" kan också avse ett böjt handtag på en käpp eller ett paraply. Ordet är belagt i svenska språket sedan mitten av 1300-talet.